# Airaphilus seabrai
Airaphilus seabrai es una especie de coleóptero de la familia Silvanidae.

## Distribución geográfica
Habita en Portugal.